# Платонов, Иван Константинович
Иван Константинович Платонов (1851—1925) — русский предприниматель, представитель известной барнаульской династии дворян-предпринимателей.

## Биография
Отец Ивана Платонова — Константин Павлович в 1868 году основал Иткульский винокуренный завод и был одним из крупнейших предпринимателей Алтая. Вплоть до 1890 года это был первый и единственный винокуренный завод на Алтае. Прибыль от завода Константин Павлович вкладывал в хлебную торговлю, в постройку стекольного завода, на котором стали производить бутылки, оконное стекло и хрусталь, а также в развитие сети питейных заведений. После его смерти в 1893 году весь бизнес унаследовал его сын Иван, которому на тот момент было чуть больше сорока лет.
Иван Платонов окончил гимназию, но был отчислен со второго курса Петербургского университа за участие в кружке народников. Два года провёл в Западной Европе.
Иван Константинович расширяет и модернизирует доставшееся ему в наследство производство. Производственные корпуса винокуренного завода он перестраивает из кирпича, устанавливает там паровую машину. В 1885 заказывает в Англии динамо-двигатель, нанимает электромеханика для его обслуживания. Им построена больница и аптека, в которых оказывали бесплатную медицинскую помощь работникам завода. В деревне Соколовой открыта школа, в которой бесплатно учились дети работников винокуренного и стекольного заводов. В 1882 году там же заложена церковь. Количество работников достигло 100 человек, а увеличившаяся производительность труда позволила к началу XX века увеличить производство спирта с 50 до 200 тысяч вёдер в год.
В 1902 году в Сибири была введена государственная монополия на изготовление и продажу водки. Иван Платонов заключил контракт на поставку спирта для казённых винных складов, но это давало гораздо меньше дохода, чем раньше, и Иван Константинович переключается на другой свой бизнес. Он начинает развивать своё мукомольное производство. Производство муки в этот период вырастает до 800 тысяч пудов в год.
В 1912 году торговый дом «И. К. Платонов» обанкротился. Перед смертью Иван Платонов тяжело болел. Он умер в 1925 году.